# Otto Puusta
Otto Friedrich Puusta, född 24 september 1896 i Tartu i Estland, död 6 februari 1984, var en estländsk-svensk målare och grafiker.

## Biografi
Otto Friedrich Puusta var son till fastighetsägaren Ado Puusta och Alvine Aavik och från 1926 gift med Marta Pauline Pero. Han började studera konst 1912 för Kristjan Raud i Tartu. Puusta var verksam som gymnastiklärare i Estland 1921-1930. Under sin tid som gymnastiklärare studerade han samtidigt juridik och avlade examen 1929. Därefter hade han tingstjänstgöring fram till 1931 och verkade från 1936 som domare. 
Han studerade konst vid Statens konstslöjdskola i Tallinn 1942-1943 och medverkade i utställningen Estnisk och lettisk konst på Liljevalchs konsthall i Stockholm samt i samlingsutställningar med estnisk konst i Borås, Göteborg och Sidney i Australien. Separat ställde han bland annat ut på Galerie Bogestad i Göteborg. Bland hans större arbeten märks dekorationsmålningen av två rum på Örenäs slott i Skåne. Hans konst består av figurer, djur, abstrakta kompositioner och landskap utförda i  olja eller akvarell. Verk av Puusta finns i Göteborgs stadsmuseums samlingar och i Världskulturmuseets samlingar.